# 船場センタービル

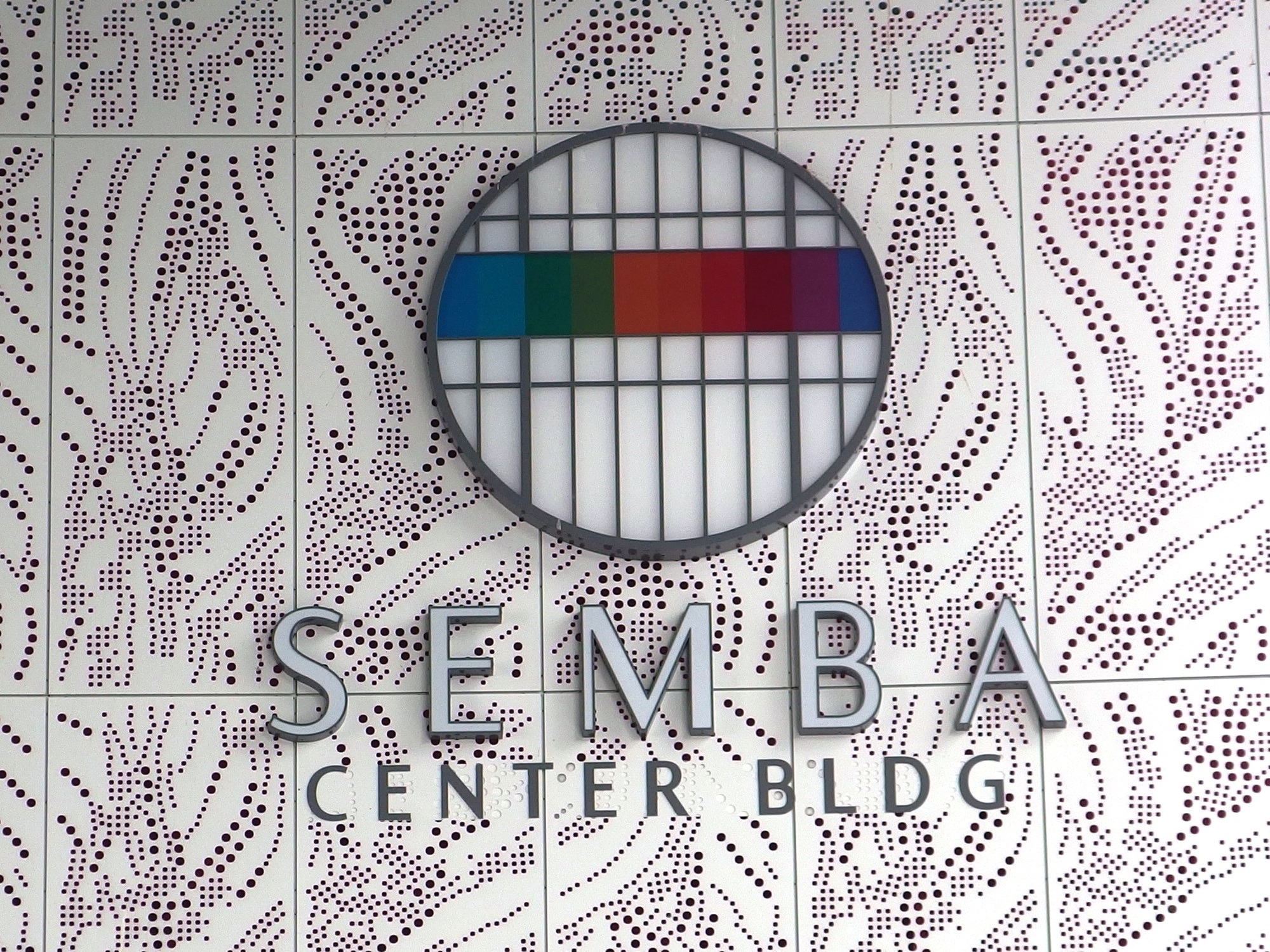
船場センタービルのロゴマーク

船場センタービル（せんばセンタービル）は、大阪府大阪市中央区船場中央にある商業ビル。株式会社大阪市開発公社が運営をするとともに、1 - 3号館・10号館の全部と4 - 9号館の一部を所有している。

## 概要
大阪市のほぼ中央を東西に通る幹線道路「中央大通」の建設により、道路用地となった船場の唐物町南部・北久太郎町北部、上町の農人橋詰町北部・両替町南部・農人橋北部の移転先として、1970年（昭和45年）にオープンした。
中央大通の建設当時、移転交渉は元の地価の高さから補償問題で難航していた。そこに小林茂喜という実業家が「利用できる面積が減らなければよいのだろう」と道路の直下にビルを造るアイデアを出し、名案として即座に採用が決まったものである。
東は箒屋町筋から西は渡辺筋まで、中央大通の平面道路（かつての唐物町通と北久太郎町通）に挟まれた街区に立地している。地上4階・地下2階建てだが、高架道路の傾斜により両端が低くなっており、建物の無い箒屋町筋以東と渡辺筋以西はそれぞれ駐車場として利用されている。地上を交差する道路によって1 - 10号館に分かれ、地下を交差する大阪市高速電気軌道（Osaka Metro）堺筋線と御堂筋線によって3つのゾーンに分かれている。
堺筋以東の1 - 3号館はインポートマーケット（大阪舶来マート）、堺筋 - 御堂筋間の4 - 9号館は繊維問屋街、御堂筋以西の10号館は専門店を中心としたショッピング街となっている。また、地下を中心に飲食店街も展開しており、5 - 8号館の地下にも駐車場を備えている。
ビルの屋上には阪神高速13号東大阪線および中央大通の高架道路が通っている（写真参照）。地下には大阪市高速電気軌道（Osaka Metro）中央線が中央大通に沿って通っているが、当ビル付近は平面道路の地下を通っているため、上下線の間隔が約42 mと広くなっている。
2012年（平成24年）3月に、大阪府のグランドデザイン・プロジェクトチームは都市構造の見直し案として、阪神高速13号東大阪線の西船場ジャンクション - 東船場ジャンクションの約1 kmを撤去と中央大通車道の地下化を想定して、当ビルの撤去も今後検討すると公表した。
2013年（平成25年）から2015年（平成27年）にかけて外壁改修工事が行われた。
2020年（令和2年）、交差する大阪市道築港深江線、阪神高速道路、Osaka Metro中央線の本町駅・堺筋本町駅と共に「ビル・高架道路・地下鉄駅の一体整備」として、土木学会選奨土木遺産に選ばれる。また、生きた建築ミュージアム・大阪セレクションに選定された。

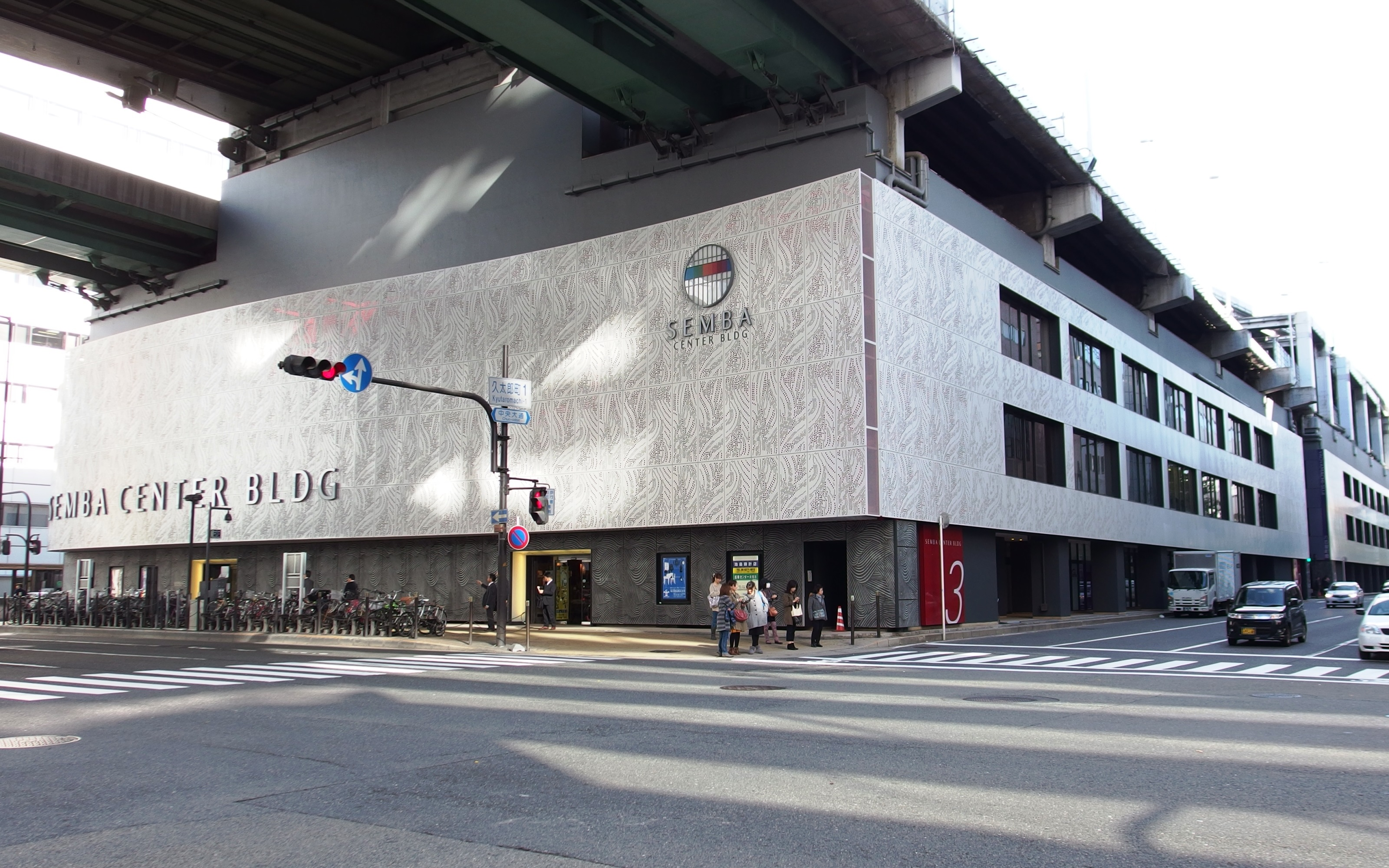
3号館 （堺筋交差部東望）
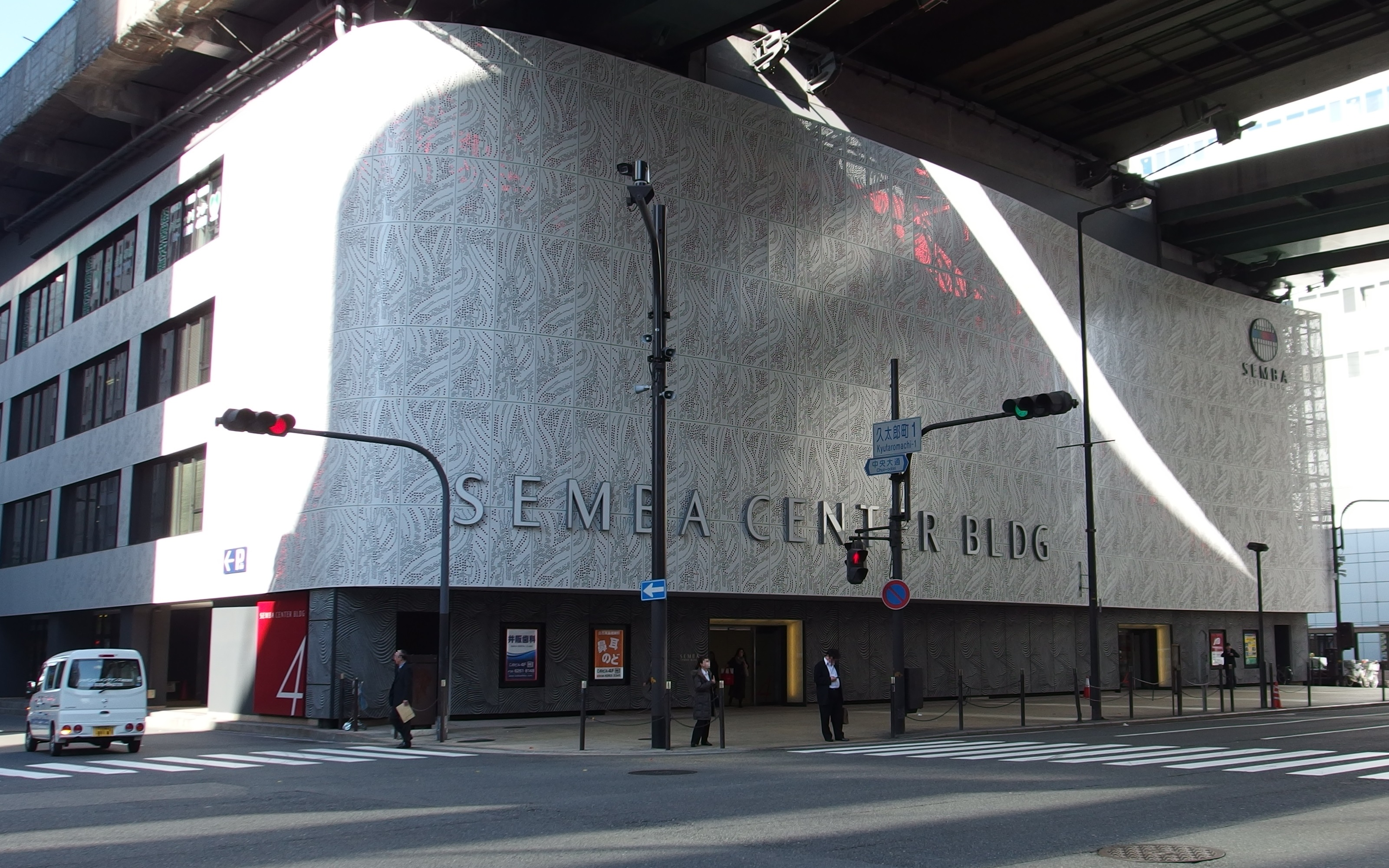
4号館 （堺筋交差部西望）
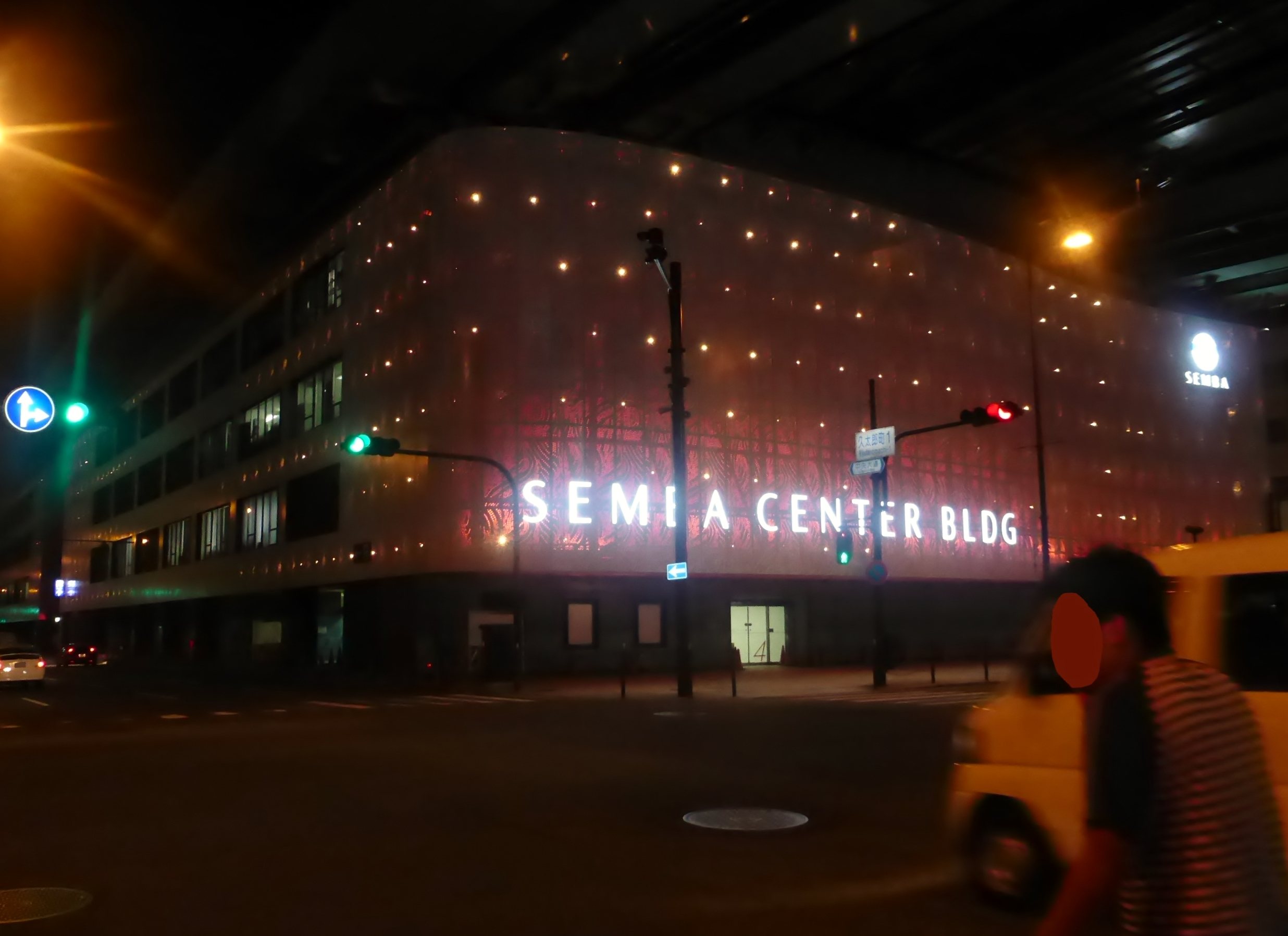
ライトアップされた4号館 （堺筋交差部西望）
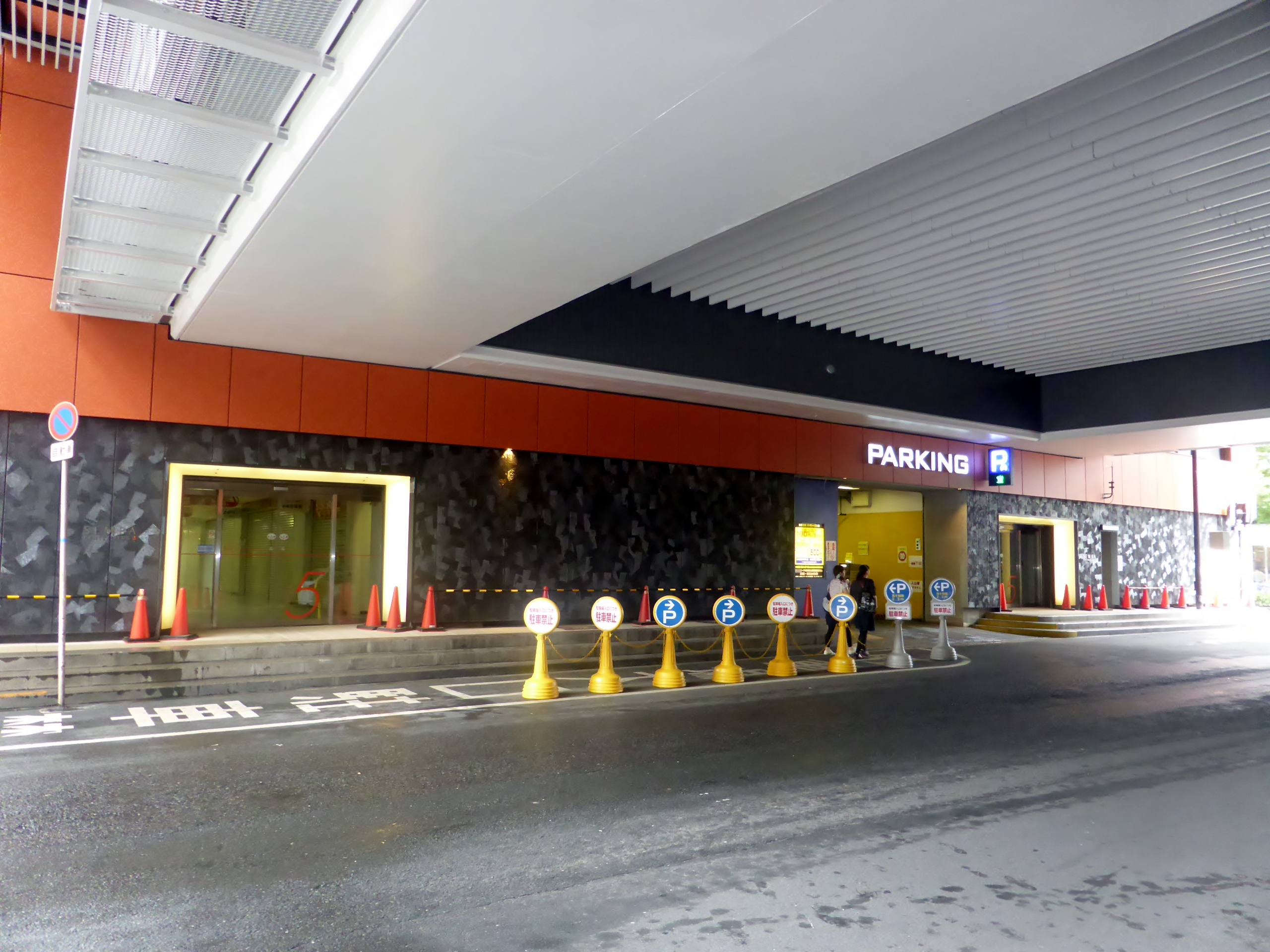
5号館 （中橋筋交差部東望）
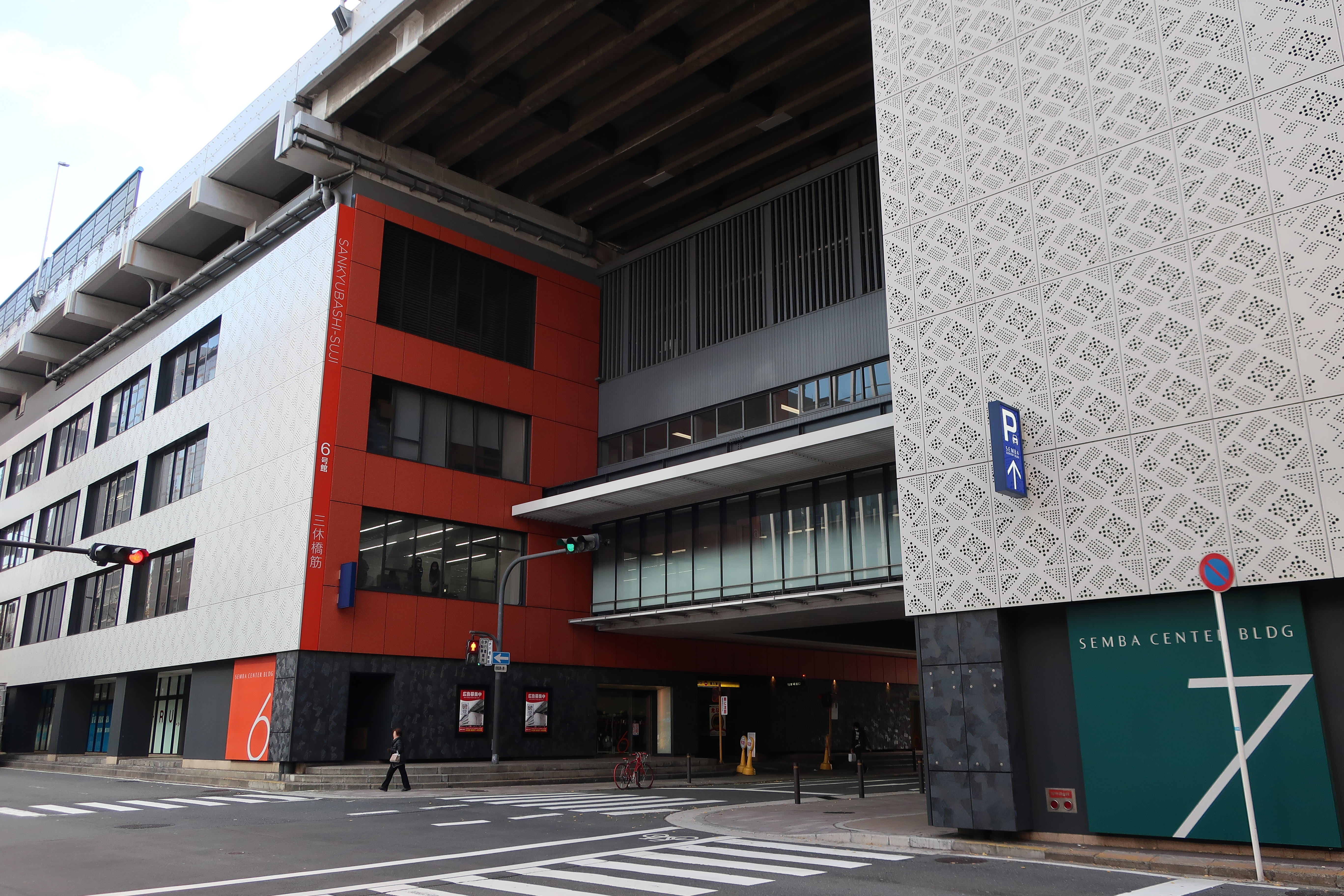
6号館、7号館 （三休橋筋交差部東望）
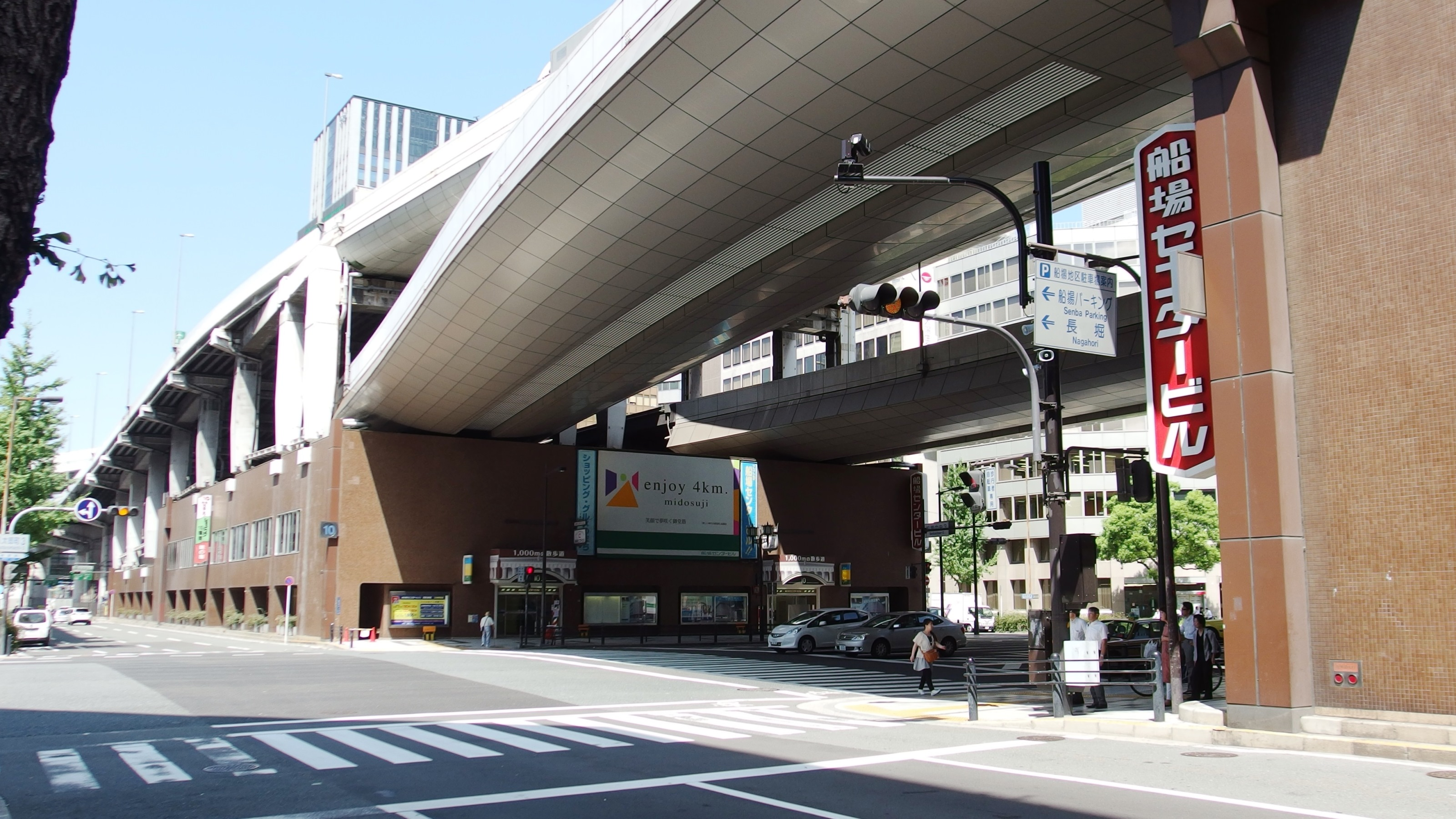
外壁改修前の10号館 （御堂筋交差部西望）
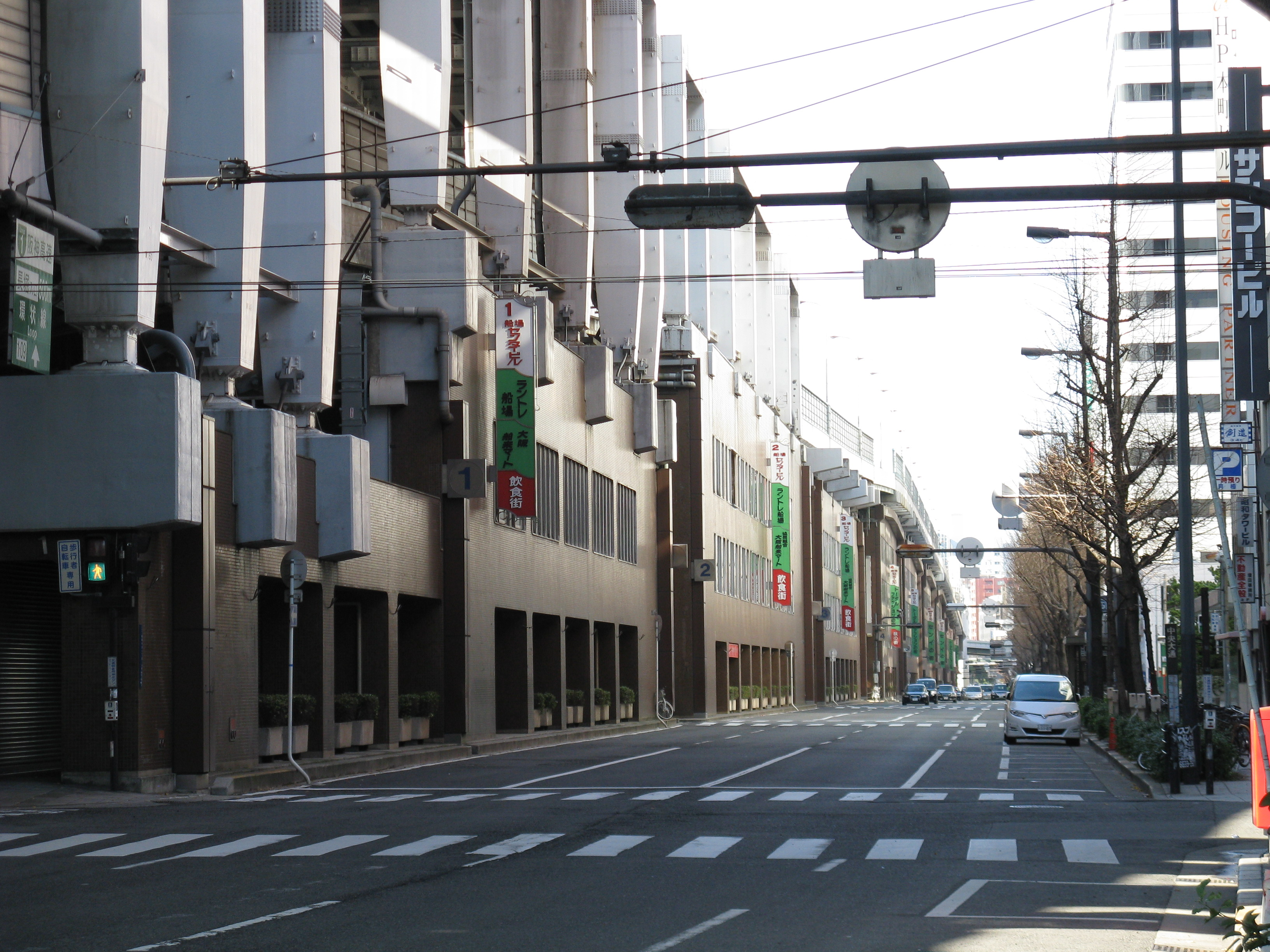
外壁改修前の東行き平面道路（唐物町通）沿い （箒屋町筋交差部西望）

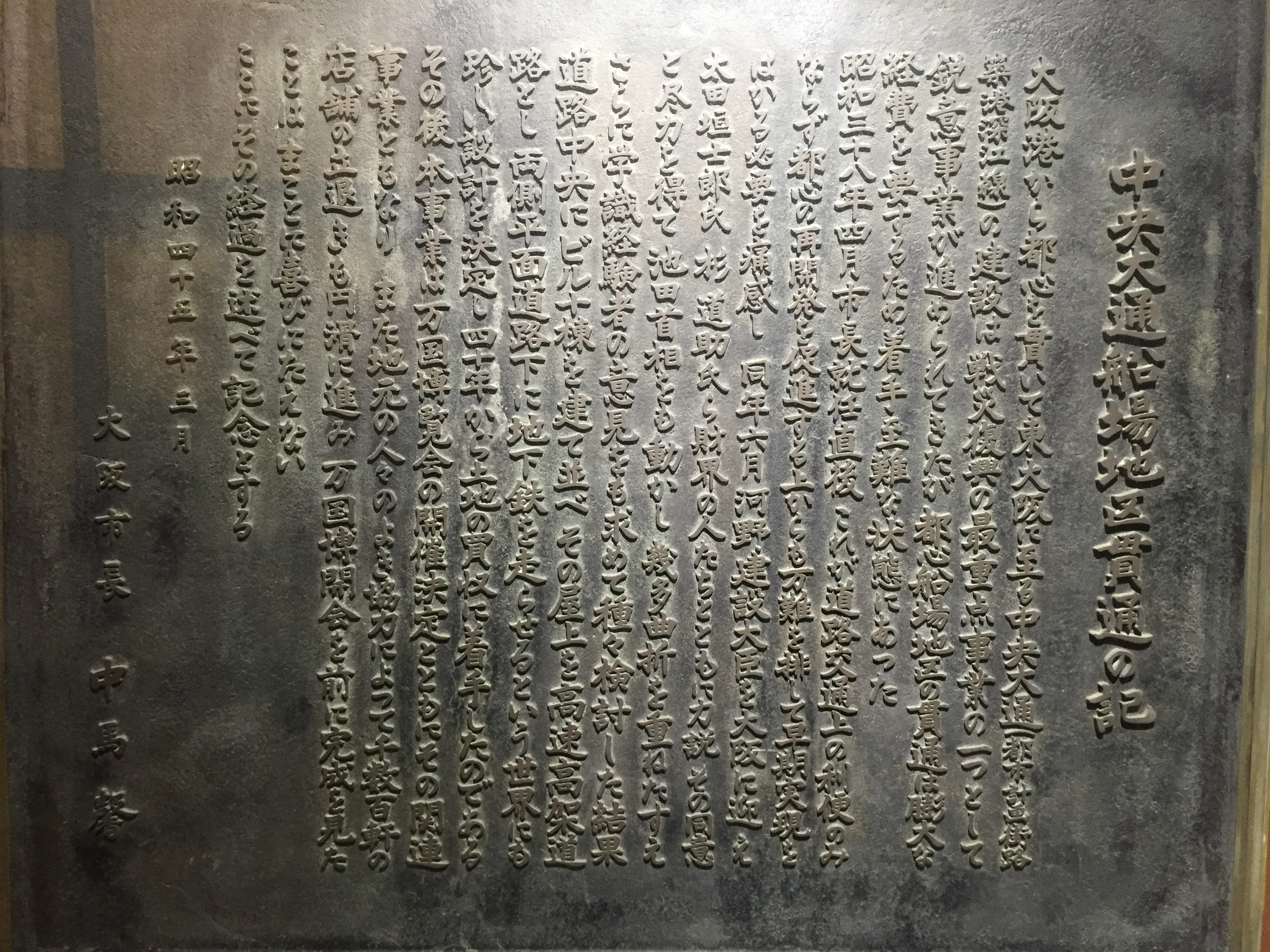
中央大通船場地区貫通の記

## 交通
鉄道
- 堺筋本町駅（Osaka Metro堺筋線・中央線）
  - 6・7・10・11番出口が直結している。
- 本町駅（Osaka Metro御堂筋線・中央線・四つ橋線）
  - 10・16番出口が直結している。

道路
- 本町出口（阪神高速1号環状線南行き）
- 長堀入口（阪神高速1号環状線南行き）
- 信濃橋出入口（阪神高速1号環状線北行き）
- 阿波座出入口（阪神高速16号大阪港線）

駐車場
- 東駐車場：1号館の東
  - 出入口は箒屋町筋（南行き一方通行）
- 中央駐車場：5 - 8号館の地下
  - 入口は中橋筋（南行き一方通行）
  - 出口は三休橋筋（北行き一方通行）
- 西駐車場：10号館の西
  - 出入口は渡辺筋（南行き一方通行）
- 船場パーキング：約200m南にある立体駐車場
  - 出入口は北久宝寺町通（西行き一方通行）および三休橋筋（北行き一方通行）